# Aulacolambrus whitei
Aulacolambrus whitei is een krabbensoort uit de familie van de Parthenopidae. De wetenschappelijke naam van de soort is voor het eerst geldig gepubliceerd in 1872 door A. Milne-Edwards.